# Миланова, Зинка
Зинка Ми́ланова (17 мая 1906[…], Загреб, Транслейтания — 30 мая 1989[…], Нью-Йорк, Нью-Йорк) — хорватская и американская оперная певица, оказавшая большое влияние на развитие оперного искусства XX века. Обладала большим, объёмным, насыщенным, ярко выраженным драматическим сопрано большого диапазона очень красивого тембра. Её исполнение отличали превосходная вокализация, многообразие тембровых красок, страстные драматические акценты, яркая харизматичность. 
В течение нескольких десятилетий была ведущей солисткой театра Метрополитен-опера (Нью-Йорк).

## Биография
Зинка Кунц родилась в Загребе  17 мая 1906 года. Училась пению в Академии музыки у педагога Милки Терни́ны, бывшей вагнеровской певицы, и её помощницы Марии Костренчич в Загребе, совершенствовалась в Праге у Фернандо Карпи и в Берлине у Штюкгольта. Училась также в Милане и Вене. 
Дебютировала в Лю́бляне 29 октября 1927 года в партии Леоноры в опере Джузеппе Верди «Трубадур». Пела в театрах Загреба, Любляны, Дрездена, Праги. С 1928 по 1936 год была ведущим сопрано Хорватского национального театра. В 1937 году в немецком театре Праги её услышал Бруно Вальтер и рекомендовал многообещающую певицу Артуро Тосканини для исполнения вердиевского «Реквиема» в Зальцбурге. 
Заслужив международное признание, Миланова получает приглашение в Нью-Йорк. С 1937 года она — солистка театра Метрополитен-опера; дебютирует на этой сцене в любимой партии Леоноры («Трубадур»). В это время Зинка Кунц (по мужу Ма́ркович) принимает фамилию своего второго мужа, югославского актёра Предрага Ми́ланова и с тех пор выступает на сцене под этой фамилией.
Летом 1940-го, 1941-го, 1942-го пела в сезонах аргентинского театра Колон в Буэнос-Айресе; два сезона 1941-го и 1942-го —— в театре оперы и балета Рио де Жанейро.
Из-за разногласий с художественным руководством театра певица в 1947 году покидает Метрополитен-оперу и выступает в иных театрах мира. В 1947 году она разводится с Предрагом Милановым и выходит замуж в третий раз (за югославского дипломата Любомира И́лича). В 1950 году певица дебютирует в Ла Скала в партии Тоски. Триумфально вернулась на нью-йоркскую сцену в 1950 году после того, как руководителем Метрополитен-оперы стал Рудольф Бинг.
Певица оставила сцену в 1966 году (прощальный концерт состоялся 16 апреля). Много преподавала; занималась уже с состоявшимися вокалистами, среди её учениц Бетти Аллен, Грейс Бамбри, Криста Людвиг, Регина Резник, Анна Моффо, Дубравка Зубович, Милка Стоянович.
Зинка Миланова скончалась 30 мая 1989 года в Нью-Йорке. Похоронена на кладбище Мирогой в Загребе.

## Репертуар и записи
Основные партии: Леонора «Трубадур», Аида «Аида», Амелия «Бал-маскарад», Леонора «Сила судьбы» Верди; Тоска «Тоска», Минни «Девушка с Запада», Манон Леско «Манон Леско», Турандот «Турандот» Пуччини; Норма «Норма», Русалка «Русалка» Дворжака, Сантуцца «Сельская честь», Джоконда («Джоконда»), Эльвира («Эрнани»), Мадлен («Андре Шенье»), Джильда («Риголетто»). Исполняла также вагнеровский репертуар.
Записи «Трубадура» (1952), «Тоски», «Сельской чести» с Зинкой Милановой относятся к эталонным.